# Saint Andrews (Nuevo Brunswick)
Saint Andrews es una parroquia canadiense situada en la provincia de Nuevo Brunswick.

## Superficie
Saint Andrews tiene una superficie de 24,27 km².

## Demografía
En 2021, tenía 550 habitantes, una densidad poblacional de 22,7 hab./km², y 296 viviendas.